# FK Turnovo
FK Turnovo (macedoniană: ФК Хоризонт Турново) este o echipă de fotbal din Turnovo, Macedonia.

## Lotul actual de jucători (2009-2010)
| Nr. |                   | Poziție | Jucător                |
| --- | ----------------- | ------- | ---------------------- |
| 1   | Macedonia de Nord | P       | Stojan Dimovski        |
| 2   | Macedonia de Nord | F       | Robert Hristovski      |
| 3   | Macedonia de Nord | F       | Marjan Tasev           |
| 5   | Macedonia de Nord | F       | Dejan Mitrev           |
| 6   | Macedonia de Nord | M       | Ljupčo Stoilov         |
| 8   | Macedonia de Nord | M       | Dančo Masev            |
| 9   | Macedonia de Nord | A       | Marjan Andonov         |
| 10  | Macedonia de Nord | A       | Dragan Georgiev        |
| 11  | Macedonia de Nord | A       | Krste Tančev           |
| 12  | Macedonia de Nord | P       | Panče Tasev            |
| 13  | Serbia            | M       | Miroslav Milošević     |
| 30  | Macedonia de Nord | M       | Aleksandar Tenekedziev |
| 25  | Macedonia de Nord | A       | Martin Shishkov        |

| Nr. |                   | Poziție | Jucător               |
| --- | ----------------- | ------- | --------------------- |
| 5   | Macedonia de Nord | F       | Krste Todorov         |
| 14  | Macedonia de Nord | F       | Tomica Petrov         |
| 15  | Macedonia de Nord | M       | Krste Todorov         |
| 16  | Macedonia de Nord | M       | Darko Temelkov        |
| 17  | Macedonia de Nord | F       | Panče Stojanov        |
| 19  | Macedonia de Nord | A       | Saško Pandev          |
| 20  | Macedonia de Nord | F       | Mitko Mavrov          |
| 21  | Macedonia de Nord | M       | Robert Lazarovski     |
| 22  | Macedonia de Nord | F       | Ilčo Pocev            |
| 23  | Macedonia de Nord | A       | Daniel Kovačev        |
| 26  | Macedonia de Nord | F       | Ilija Tancev          |
| 27  | Macedonia de Nord | F       | Aleksandar Trajkovski |
| 28  | Macedonia de Nord | A       | Darko Temelkov        |